# Boa Viagem
Boa Viagem este un oraș în statul Ceará (CE) din Brazilia.